# Диспнеја
Диспнеја, кратак дах,  глад за ваздухом, заптив (лат. dyspnoe), недостатак је ваздуха праћен субјективним осећајем отежаног дисања, као последица несклада између вентилације плућа и потреба за ваздухом. То је генерички термин за означавање многи патофизиолошких поремећаја дисања, који могу да резултују различитим квалитетима респираторних тегоба, и служи да ближе опише одређену дијагнозу.
Велики број људи током свог живота често није свестан да пати од поремећаја дисања (или диспнеје). Различита физиолошка стања могу довести до непријатног осећаја недостатка ваздуха. Тако на пример сваки човек ако почне да размишља о свом дисању одмах започиње са мало дубљим дисањем, јер се код њега јавља психом изазван субјективни осећај диспнеје. Особа која реагују израженим страхом, „неурозом срца“ и сличним поремећајима, у одређеним ситуацијама могу да реагују тзв. „емоционалном диспнејом“, која може бити толико изражена, са хипервентилацијом праћеном тетаничним грчевима због алкалозе. Код неадекватно физички припремљеног организма, диспнеја може да буде и физиолошка појава, која се јавља у току или после напора. Диспнеја се доживљава на различите начини и може бити заједнички симптом за велики број физиолошких стања, али и различитих болести, и зато често има и многобројну етиологију.
...Тако нпр, атлетичари, у току трке могу да имају тешку диспнеју а ипак уживају у спорту и животу. Болесник који умире од рака плућа са врло сличним физиолошким поремећајма дисања, има страховите патње и диспнеју доживљава потпуно другачије...

## Терминологија
Отежано дисање се разликује од кратког даха или диспнеје, по томе што је то осећај респираторног дистреса, а не физичка манифестација.
Ипак, многи аутори једноставно дефинишу диспнеју као отежано дисање без даљег прецизирања, што је може помешати са нпр. отежаним дисањем или тахипнејом (убрзано дисање). Отежано дисање је повремено такође укључено у дефиницију диспнеје.
У стандардној дефиницији, ови повезани знаци могу бити присутни истовремено, али не морају и нужно то бити. На пример, код респираторног застоја услед примарног отказа респираторних мишића, пацијент, ако је свестан, може имати диспнеју, али је он без отежаног дисања или тахипнеје. Обрнуто, отежано дисање или тахипнеја могу се вољно изазвати чак и када нема диспнеје.

## Епидемиологија
Болови, и отежаног дисања су један од најчешћи симптома у клиничкој пракси због којих се пацијенти јављају за помоћ службама хитне помоћи. Максимална инциденца хроничне диснеје је у старосној групи од 55 до 69 година.

## Етиологија
Здрава одрасла особа, удахне и издахне ваздух до 20 пута у минути. То је скоро 30.000 удисаја дневно. Тежак тренинг или обична прехлада могу с времена на време променити тај образац, али скоро никада здрава особа не би  требало да има тешкоћ у дисању.
Спроведена истраживања износе податке да је диспнеја присутна у 21 до 78,6% болесника са узнапредовалим тумором плућа и код преко 50% болесника у крајњој фази АИДС, ХОБП, болести срца и бубрега. Важно је истаћи да диспнеја није ограничена само на оне који имају; рак плућа, срчане или респираторе болести. Велики број оболелих са неуро-мишићним болестима има снижену вентилацију плућа због поремећаја у функцији мишића или неуро-мишићном преносу: осећај парализе која спречава нормално проветравање плућа и делује застрашујуће. Узнемиреност, анксиозност и несаница, додатно може да изазове страх од могућег угушења и на тај начин произведе зачарани круг поремећаја понашања и стрес, како за болесника тако и за њихову породицу и старатеље.
Етиолошки фактори који доводе до диспнеје могу се поделити у 4 велике категорије, (међу којима су пулмолошки и кардиолошки фактори најзаступљенији);
| Фактори                       | Диференцијална дијагноза |
| Кардиолошки                   | - Коронарна срчана болест са инфарктом или без њега - Кардиомиопатије - Перикардитис - Аритмије - Валвуларне дисфункције - Урођене срчане мане - Миокардитис                                        |
| Пулмолошки                    | - ХОБП - Астма - Рестриктивне плућне болести - Бенигни и малигни тумори плућа и плућне марамице - Пнеумоторакс - Висинска болест - Болести плућне марамице                                          |
| Мешани кардиолошко-пулмолошки | - ХОБП са плућном хипертензијом и хроничним плућним срцем, - Хронични плућни емболизам, - Траума |
| Некардиолошки и непулмолошки  | - Метаболички поремећаји (ацидоза и др) - Неуромишићне болести - Болести ува, грла и носа, - Анксиозно-депресивни поремећаји - Бол било којег узрока - Анемије - Експанзивни процеси у трбуху и др. |

## Патофизиологија
Иако механизами диспнеје нису у потпуности проучени, неки општи принципи су истражени и тренутно се сматра да постоје три главна узрока која доприносе развоју диспнеје;
| Узроци                            | Опис |
| --------------------------------- | --- |
| Аферентна сигнализација           | Преношење сигнала са сензора-рецептора (хеморецептора и механорецептора) преко аферентних влакана неурона у централни нервни систем, на пример из мишића у зиду грудног коша, каротида и међукапиларног простора плућа, носи назив аферентна сигнализација |
| Еферентна сигнализација           | Преношење сигнала из централног нервног система дуж влакана моторних неурона до мишића, плућа и жлезда), носи назив еферентна сигнализација |
| Централна обрада података у мозгу | Иако промена артеријске концентрације кисеоника немају директан утицај на сам центар за дисање, централна регулација добија податке од хеморецептора, који реагују на промену ацидо-базне равнотеже због промене концентрације угљен-диоксида или јона водоника и надражаја механорецепторе који реагују на разне „механичке“ надражаје. Верује се да централна обраде података у мозгу, упоређује, аферентне (пријемне) и еферентне (послете) сигнале), и констатује њихово „неслагање“, које се потом манифестује осећајем недостатка ваздуха (диспнеје). |

На основу напред наведених чињеница, диспнеја настаје када вентилација не задовољава физичке потребе дисања (о чему мозак обавештава аферентна сигнализација), због неодговарајућих сигнала које је он преко еферентне сигнализације послао организму.

### Аферентна сигнализација
Аферентни сигнали сензорног неурона су сигнали који се крећу према мозгу. Аферентни неурони су значајни у диспнеји јер преносе сигнале који потичу из великог броја извора, укључујући органе у каротидама, коштаној сржи, плућима, грудном кошу, мишићима. Хеморецептори у каротидама и коштаној сржи дају информације о концентрацији гасова у крви ; 2, 2 и +. У плућима, јукстакапиларни рецептори (Ј) су осетљиви на интерстицијални оток и емболизацију у плућнима, док остали механорецептори (стреч или рецептори на истезање) сигнализирају сужење борнхија (бронхоконстрикцтију), а рецептори у мишићним влакнима у зиду грудног коша преносе сигнале о стању напетости респираторне мускулатуре. Аферентни сигнали преносе мозгу информације; да ослабљена вентилација доводи до хиперкапније, да инсуфицијенција левог срца доводи до међућелијски отока (и омета размену гасова), да астма изазива сужавање лумена бронха (бронхоконстрикцију која ограничава проток ваздуха) и да замор мишића доводи до неефикасног рада дисајних мишића што резултрира појавом субјективног осећаја диспнеје.

### Еферентна сигнализација
Еферентни сигнали моторног неурона преносе сигнали|сигнале наниже на дисајне мишиће, што повећава или смањује дубину и учесталост удаха (инспиријума), и поправљају или погоршавају осећај диспнеје. Најважнији респираторни мишић који прима сигнале је дијафрагма, а остали респираторни мишићи су спољни и унутрашњи међуребарни мишићи, мишићи трбуха и остали дисајни мишићи.

### Централна обрадаподатакау мозгу
Кад мозак прими, од аферентног пута, информације везане за вентилацију, он је у стању да је упореди са тренутним степеном дисања које је одредио помоћу претходно послатог еферентног сигнала. Ако је ниво дисања неодговарајући потребама тела онда може доћи до појаве диспнеје. Велики број људи током свог живота често није свестан да пати од поремећаја дисања (или диспнеје), али је важно и напоменути да постоји и психолошка компонента диспнеје, када неки људи могу да постану свесни свог дисања у таквим околностима, тј. свесни су појави типичних облика диспнеје, и тада најчешће реагују, анксиозношћу, страхом и паником.

## Извор сигнала и функција рецептора
У настанку диспнеја учествује велики број фактора, (који су извор дражи за многобројне рецепторе - види табелу);
- Поремећај концентрације гасова у ткивима и течностима (крв, ликвор).
- Повећана концентрација угљен-диоксидa у крви и
- Смањена концентрација кисеоникa у крви, ћелијама и ткиву.
- Појачан рад дисајних мишића да би се обезбедила довољна количина кисеоника, услед разних страхова, психички поремећаја.

| Надражаји                                                   | Рецептори                    | Локација                           | Клиничка слика                      | Квалитет диспнеје       |
| Хеморецептори                                               |                              |                                    |                                     |                         |
| Промена у ликвору                                           | Централни хеморецептори      | Мождано стабло (продужена мождина) | -                                   | „Глад“ за ваздухом      |
| Промене , у крви                                            | Периферни хеморецептори      | Каротидна и аортална телашца       |                                     | -                       |
| Механорецептори                                             |                              |                                    |                                     |                         |
| а) Растезање плућа б) Удисај                                | Плућни рецептори на истезање | Плућа, Алвеоле                     | -                                   | Напет грудни кош Гушење |
| а) Тактилна стимулација б) Проток ваздуха ц) Тонус бронхија | Плућни рецептори на надражај | Бронхијални епител                 | Астма                               | Напет грудни кош Гушење |
| а) Плућни интерстицијални притисак б) Капиларни притисак    | Ј-рецептори                  | Интерстициум плућа Капилари        | , ХОБП, васкуларне болести плућа    | Напет грудни кош        |
| Механички (на покрете, промену дужине и напрезање)          | Мишићна влакна               | Међуребарни мишићи                 | ХОБП, астма, нервно-мишићне болести | Повећан осећај замора   |
| Механички (промена снаге и контракција)                     | Рецептори у тетивама         | Дијафрагма                         | -                                   | Повећан осећај замора   |
| Механички (покрети зида грудног коша и промена времена)     | Проприоцептори               | Зглобови и тетиве                  | -                                   | Повећан осећај замора   |

## Знаци-узроци-пратећи симптоми-дијагностика
| Дијагноза                                                                                   | Знаци-узрок-пратећи симптоми-претраге |
| Запаљење гркљана (ларингитис)                                                               | - Знаци: диспнеја претежно инспираторног типа - Узрок: редукција шупљине гркљана због запаљења и контракције зида - Трајање: акутно (неколико дана) - Пратећи симптоми: температура; промуклост; гушобоља; суви кашаљ - Дијагностика: оториноларинголошки преглед |
| Ларингеални круп                                                                            | - Знаци: диспнеја инспираторног типа са гласним и звиждањем током удисања - Узрок: снажна спастична контракција гркљана - Трајање: акутно (неколико дана), посебно ноћу - Пратећи симптоми: температура; промуклост; гушобоља; суви кашаљ; анксиозно стање - Дијагностика: оториноларинголошки преглед, брис ждрела |
| Оток гркљана, Квинкеов едем, Ангионеуротски едем                                            | - Знаци: диспнеја инспираторног типа са осећајем гушења у грлу - Узрок: оток слузокоже гркљана са контракцијом зида, често алергијског порекла - Трајање: акутно са тенденцијом понављања - Пратећи симптоми: каткад оток усана и прехлада; ретко уртикарија - Дијагностика: алерголошка преглед; ниво комплемента у крви; алерголошки тестови |
| Струма штитњаче                                                                             | - Знаци: диспнеја инспираторног типа, више или мање наглашена зависно од величине струме (гуше) - Узрок: компресија гркљана од стране струме штитњаче - Трајање: постоје акутна (акутни тироидитис) и хронична форма - Пратећи симптоми: каткад ниједан; у другим случајевима знаци дисфункције штитне жлезде, или у облику хипотироидизма или у облику хипертироидизма - Дијагностика: ултразвук и сцинтиграфија штитњаче; ниво хормона штитњаче у крви; ендокринолошки преглед                                                                                        |
| Тумор гркљана (ларинкса)                                                                    | - Знаци: диспнеја инспираторног типа која у одмаклом облику може довести до бучних крештавих удисаја. - Узрок: смањење пречника канала гркљана због развоја тумора - Трајање: неколико месеци (у недостатку хируршког захвата) - Пратећи симптоми: промуклост; суви кашаљ; каткад кашаљ са крвавим испљувком - Дијагностика: оториноларинголошки преглед |
| Кардијална (срчана) астма, Кардиоциркулаторна декомпензација, Акутно и хронично плућно срце | - Знаци: повећање фреквенције дисања које се појављује у кризи (нападу) - Узрок: васкуларни застој и конгестија у плућима због кардиоциркулаторне инсуфицијенције - Трајање: хронично - Пратећи симптоми: цијаноза; умор; неуролошке сметње (дефицит памћења, мишићне парезе, итд) - Дијагностика: електрокардиограм; ултразвук срца; радиографија грудног коша и кардиолошки преглед |
| Оток плућа                                                                                  | - Знаци: врло јака инспираторна диспноична криза са израженим повећањем фреквенције дисања - Узрок: срчана инсуфицијенција са декомпензацијом леве коморе - Трајање: криза не може да траје више часова; ако се стање не поправи, постоји ризик смртног исхода - Пратећи симптоми: кашаљ са пенушавим испљувком ружичасте боје; бледило и цијаноза; тахикардија (повећање срчане фреквенце); срчана аритмија; знојење - Дијагностика: кардиолошки преглед, електрокадиограм, ултразвук срца, рендгенограм грудног коша                                                  |
| Упала срчанице (перикардитис)                                                               | - Знаци: инспираторна диспнеја са ограниченим и површним респираторним покретима - Узрок: врло јаки болови перикардног порекла, који ограничавају респираторне покрете - Трајање: постоје акутни облици трајање 10 - 20 дана и хронични облици - Пратећи симптоми: болови, каткад врло јаки, у подручју срца; у акутном облику сув и надражајан кашаљ; температура и главобоља у хроничним облицима; кожни отоци; повећана јетра, асцитес (изливање течности у трбух) - Дијагностика: ултразвук срца, рендгенограм грудног коша, електрокардиограм, кардиолошки преглед |
| Срчани инфаркт                                                                              | - Знаци: врло учестало и површно дисање - Узрок: врло јаки болови у грудном кошу и кардиоциркулаторна инсуфицијенција - Трајање: неколико сати или дана - Пратећи симптоми: врло јаки болови у подручју срца са ширењем у врат, леву руку и лопатице; анксиозно стање, хладноћа и бледило, смањење артеријског притиска - Дијагностика: електрокардиограм, ултразвук срца; анализе крви (трансаминазе, алдолазе, креатинфосфокиназа, лактатдехидрогеназа) |
| Анемија                                                                                     | - Знаци: врло учестало и дубоко дисање - Узрок: смањење броја црвених крвних зрнаца - Трајање: постоје акутни (код тешких крварења и хемолитичких криза) и хронични облици - Пратећи симптоми: бледило коже, лако замарање; тахикардија - Дијагностика: анализа крви (крвна слика, ретикулоцити) |
| Крварење у мозгу                                                                            | - Знаци: учестало и дубоко дисање - Узрок: лезија која захвата нервне центре за дисање - Трајање: неколико дана - Пратећи симптоми: парализа; главобоља; поремећаји свести све до коме - Дијагностика: ЦТ мозга, неуролошки преглед |
| Упала мозг (енцефалитис)                                                                    | - Знаци: врло дубоко и бучно дисање - Узрок: оштећење нервних центара за дисање у мозгу - Трајање: неколико дана - Пратећи симптоми: више или мање дубока кома; температура; понекад епилептички напади или парализе; повраћање - Дијагностика: неуролошки преглед; лумбална пункција; ЦТ мозга, електроенцефалограм |
| Плућна емболија                                                                             | - Знаци: изразито повећање фреквенце дисања, површно дисање - Узрок: смањење респираторног капацитета плућа - Трајање: неколико дана - Пратећи симптоми: болови са једне стране грудног коша; цијаноза; кашаљ са испљувком обојеним крвљу; лагано повишена температура - Дијагностика: рендгенограм грудног коша, електрокардиограм |
| Страно тело у дисајним путевима                                                             | - Знаци: диспнеја инспираторног типа, локализација (гркљан, душник или бронхије) више или мање наглашена, зависно од величине опструкције и врсте страног тела - Узрок: парцијална опструкција дисајних путева - Трајање: акутно - Пратећи симптоми: снажан напад кашља; осећај гушења - Дијагностика: није потребна |

## Терапија

### Опште мере
Смиривање особе са диспнејом
Ово је прва мера, чији циљ је ослобађање пацијента од анксиозности, страха од гушења, гушења, умирања у сну, од стране чланова породице, тренутно присутних особа или медицинског особља. 
Особе које повремено имају снажне нападе диспнеје, било због болести или анксиозног реаговања морају имати разрађен систем позивања особа које ће им пружити психичку али и здравствену помоћ.
Позиционирање у најудобнији положај
Обично је то седење у усправном положају са ослонцем о наслон. Ова добро прихваћен клиничка метода код болесника са (ХОБП)  са променом положај тела умањује диспнеју. Положаја тела који повећава притисак у стомаку може да значајно побољша функције дисајних мишића. Наслоњен и нагнут унапред болесник побољшава снагу инспираторних мишића, што смањује и диспнеју у (ХОБП).
Проветравање просторије
Применом ваздуха из вентилатора (собног или из клима уређаја) и отварање прозора болеснику, се пружа психолошко олакшање.
Вежбе дисања
Болеснике са диспнејом се обучавају у коришћењу вежби дисања и других метода опуштања. Правилном обављеном обуком болесници могу да контролишу своје симптоме, у току рада и свакодневног живота што може да промени перцепцију, а тиме и толеранцију за диспнеју.
Правилан начин живота
Уз смањење непотребних активности, и уз што боље организоване и равномерне психофизичке активности напади диспнеје се могу редуковати.
Правилна исхрана
Са малим честим уносом пића и јела који су подешени природи болести и најбоље се подносе, редукује се диспнеја. Болесници са раком или у крајњој фази респираторних болести морају у исхрани користити савете дијететичара.
Алтернативне методе
Акупунктура и хипноза може помоћи неким пацијентима, али основани проблем је што за њену примену недостају увек и докази.
Десензитизација
Десензитизација или излагање веће него обично доживљавању диспнеје у безбедном окружењу, има за циљ да код болесника повећава ефикасност за превазилажење симптома и потенцијално повећавње прага доживљаја. Прецизан механизам ових промена у диспнеји је непознат.
| Патофизиолошки механизам                                      | Терапијске интервенције |
| ------------------------------------------------------------- | --- |
| Смањити обим вентилације Смањити обим метаболизма             | - Вежбе дисања: побољшање ефикасности елиминације CO2 - Додатна терапија удисањем О2 |
| Поремећај централне регулације Смањити учесталост вентилације | - Додатна терапија О2 - Фармаколошка терапија: - терапија опијатима - терапија анксиолитицима - Промена плућних аферентних информација: - примена вибрација (међуребарних мишића) - регулација проветравања (има за циљ да смањи ниво CO2) - инхалациона фармаколошка терапија - примена вентилације (има за циљ да обезбеди дисајне притиске неопходне за адекватну размену гасова) - Побољшање ефикасности елиминације CO2: - промена начина дисања |
| Побољшати функцију инспираторних мишића                       | - Инспираторне вежбе дисајних мишића - Позиционирање болесника - Подршка проветравањем и вентилацијом (хладан ваздух смањује температуру коже, и аферентним путевима информише мозак, и у њему мења перцепцију о диспнеји) - Минимизирање употребе стероида. |
| Променити централну перцепцију                                | - Образовање-едукација болесника - Когнитивно-бихевиорални приступ (користи клинички приступ, за регулацију диспнеје и може повећати поверење појединца у његову способност да управља симптомима. (244, 245). - Десензитизација - Фармаколошка терапија |
| Умањење/противтежа хиперинфлацији плућа                       | - Хируршка смањење обима: - смањење позитивног притиска у грудном кошу код пнеумоторакса, емфизема, итд. |
| Смањити учесталост вентилације                                | - Фармаколошка терапија |

### Фармаколошка терапија
Лекови који се примењују као средство за ублажавање диспнеје, своје дејство остварују променом перцептивне осетљивости (код страха и анксиозности) или због својих респираторних депресивних ефеката на дисајни центар. Две врсте лекова који се највише примењују у ову сврху су: опијати и бензодиазепини (анксиолитици).
Опијати
Опијати су познати депресори респираторног центра и користе се за сузбијање диспнеје и кашља. Упркос корисног дејства опијата, њихова примена код акутне диспнеје нема довољно доказа па се они не препоручују за редовну употребу и у дужу примену код болесника са диспнејом. Имајући у виду добро документована нежељена дејства опијата, укључујући хиперкапнију, респираторну инсуфицијенцију, промену психичког стање, затвор, мучнину, повраћање, поспаност, уз стално повећану толеранцију, они захтевају опрез када се они примењују. Зато се ови лекови користе изузетно ретко у лечењу диспнеје.
Бензодиазепини
Имајући у виду заступљеност анксиозности у тешким облицима диспнеје бензодиазепини су веома корисни јер ублажавају панику и анксиозност ако су оне присутне у диспнеји, али нису од помоћи ако су паника и анксиозност одсутне. У ову сврху најчешће се користи лоразепам у малим дозама. Дужа употреба бензодиазепинима може се применити и код хроничне диспнеје. Терапија бензодиазепинима мора бити строго индивидуална, посебно код морбундних са анксиозним дисајним нападима панике, уз пажљиво праћење пратећих реакције и праћење негативне ефеката.

### Терапија кисеоником
При процени индикација за примену кисеоника, код болесника са диспнејом, поред парцијалног притиска кисеоника (PaO2) у артеријској крви треба имати у виду и следеће чињенице;
- Да ли је диспнеја изазвана хипоксемијом акутна или хронична?
- Да ли је хипоксемија праћена хиперкапнијом?
- Да ли је диспнеја изазвана хипоксемијом удружена са хипоксијом?
- Која је основна болест која је довела до хипоксемије праћене диспнејом?

Апсолутна индикација за примену кисеоника у болесника са диспнејом је;
- парцијални притисак кисеоника (PaO2 мањи од 60  (55-60 mmHg)
- сатурација (засићење) хемоглобина мања од 90%.

Примена кисеоника код хроничних поремећаја оксигенације, са диспнејом као једним од водећих симптома, препоручује се у стањима код којих је;
- PaO2 мањи од 50-55  у будном стању
- PaO2 од 50-55  у будном стању, удружен са хроничним плућним срцем или секундарном еритроцитозом.
- PaO2 мањи од 50 mmHg у току спавања, дужи период (3-4 недеље).

Применом наведених критеријума за избор болесника за дуготрајну терапију кисеоником, у стабилном стању, издвајају се две групе болесника;
- Прву групу чине болесници који поред хипосемије имају и хронично плућно срце или секундарну еритроцитозу, односно код којих је хипоксемија јасно хроничног типа. Ова група испуњава критеријуме за дуготрајну терапију кисеоником.[33]
- Другу групу чине болесници са хипоксемијом без других знакова хипоксије. Болесници из ове групе се прате 3-4 недеље и ако се у размаку од 7-10 дана најмање два пута региструје да вредности PaO2 нису веће од 5 mmHg, од почетне вредности, може се применити дуготрајна оксигенотерапија.[33]

Један од примера примене кисеоника дат је у табели 2;
| СТАЊЕ | ПОЧЕТНА ДОЗА                                          | НАЧИН ПРИМЕНЕ |
| --- | ----------------------------------------------------- | ------------- |
| - Акутна хипоксемија или клинички знаци централне цијанозе (када узрок још није дијагностикован). - Погоршање фиброзе плућа или других транзитивних болести плућа. | SpO2 <85% (10-15 )                                    |               |
| - Акутна хипоксемија (када узрок још није дијагностикован) - Погоршање фиброзе плућа или других транзитивне болести плућа - Акутни астматични напад - Акутна инсуфицијенција срца - Упала плућа - Рак плућа - Плућна емболија - Плеурални излив - Пнеумоторакс - Анемија | SpO2 ≥85-93% (2-6 ) SpO2 ≥85-93% (5-10 )              |               |
| НАПОМЕНА: - Циљно засићење кисеоником је 94-98% - Примена кисеоника започиње протоком до поузданог ниво]а SpO2 - Затим се подешава протоку кисеоника до циљног засићења у распону од 94-98%.                                                                             | Засићење (SpO2) одређује се помоћу пулсног оксиметра. |               |

Изузев у оним случајевима код којих је дуготрајна примене кисеоника неопходна, терапију кисеоником треба схватити само као супституциону терапију у кризном стању, док се другим терапијским поступцима не постигне побољшање основне болести и задовољавајућа оксигенација ткива.